# Le Jardin du Luxembourg
Le jardin du Luxembourg (с фр. — «Люксембургский сад») — десятый студийный альбом поп-исполнителя Джо Дассена, изданный в 1976 году на французском лейбле CBS. В альбом входят 7 композиций, самая продолжительная из которых — 12-минутная одноимённая «Le jardin du Luxembourg».

## Об альбоме

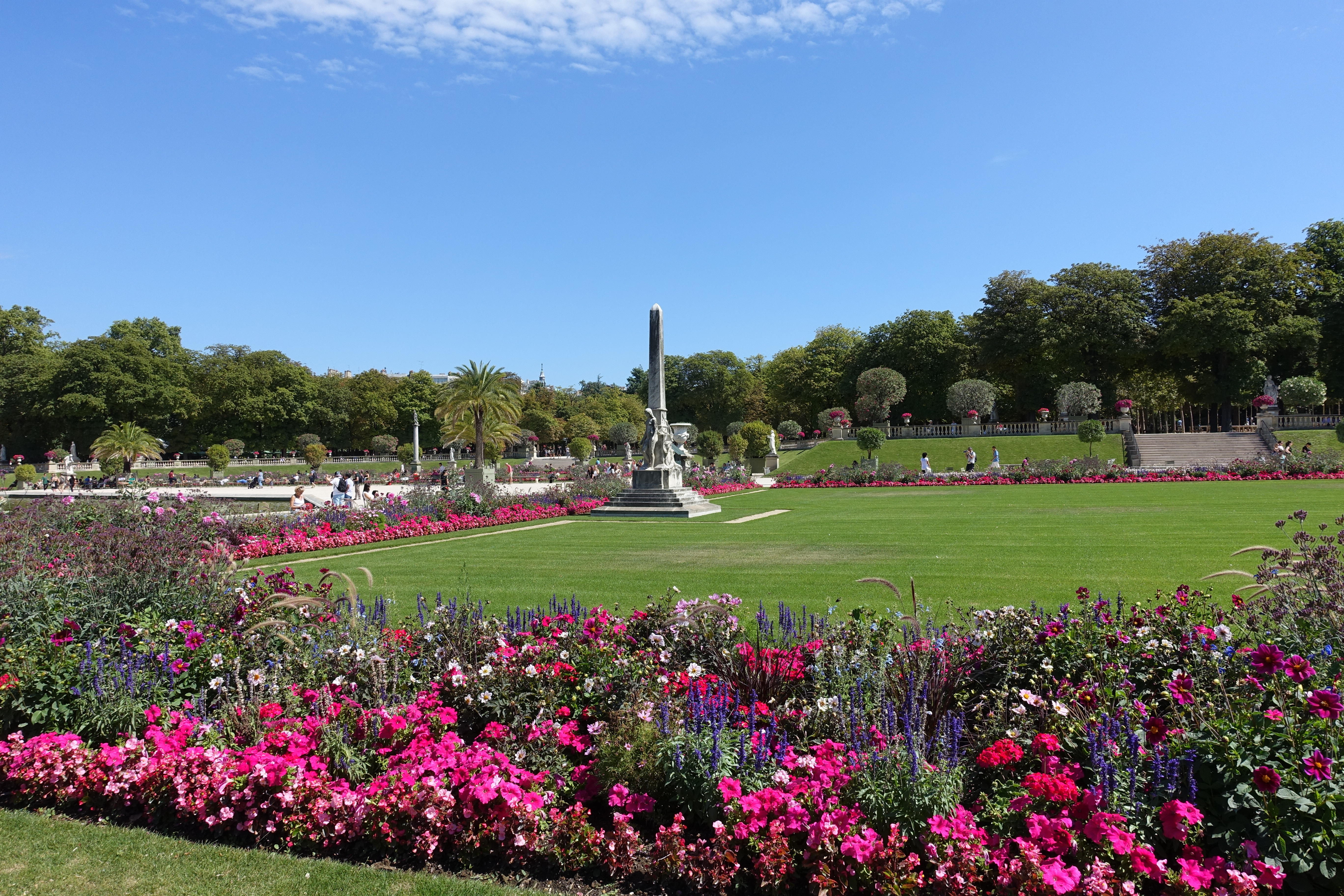
Люксембургский сад, 2016 год

Своим появлением заглавная композиция и весь альбом "Люксембургский сад" обязан директору Джо Дассена - Жаку Пле. Он попросил итальянских композиторов Тото Кутуньо и Вито Паллавичини сочинить нечто вроде мини-концерта, сюиту длительностью до 15 минут. Её запись проходила в Лондоне и Париже, под руководством Джонни Артей, который дирижировал оркестром из шестидесяти музыкантов и хором из 24 голосов. Текст для двух голосов и хора написал давний друг Джо, поэт Клод Лемель, женскую партию исполнила Доминик Пулен. Композиция “Le Café Des 3 Colombes” являлась кавер-версией голландской песни ‘T Kleine Café Aan de Haven, а “Laisse-Moi Dormir” - адаптацией американской песни “Sleep All Mornin”. Тем не менее самой популярной композицией альбома всегда являлась «À toi» («К Тебе»).
Пластинка была сведена в ноябре и декабре 1976 года звукорежиссёром Бернаром Эстарди в парижской студии CBS. Оформлением обложки альбома занималась художница Марина Клеман.
Альбом имел коммерческий успех. Во Франции он достиг 6-го места в чартах, в Греции — 8-го.
Несмотря на огромную популярность Джо Дассена в СССР, вышло всего несколько его пластинок. Диск-гигант «Люксембургский сад» был выпущен в Советском Союзе по лицензии фирмой «Мелодия» спустя почти три года после его релиза во Франции и, имея большой успех, неоднократно переиздавался.

## Список композиций
| №  | Название                      | Автор(ы)                               | Перевод                | Длительность |
| -- | ----------------------------- | -------------------------------------- | ---------------------- | ------------ |
| 1. | «Le Jardin du Luxembourg»     | Lemesle, Cutugno, Pallavicini          | Люксембургский сад     | 12:00        |
| 2. | «Il était une fois nous deux» | Lemesle, Delanoë, Cutugno, Pallavicini | Однажды мы были вдвоём | 3:55         |

| №  | Название                         | Автор(ы)                             | Перевод                   | Длительность |
| -- | -------------------------------- | ------------------------------------ | ------------------------- | ------------ |
| 1. | «À toi»                          | Lemesle, Baudlot, Dassin, P. Delanoë | За тебя                   | 2:50         |
| 2. | «Le Café des trois colombes»     | Lemesle, Delanoë, Kartner            | Кафе трёх голубок         | 4:12         |
| 3. | «Comme disait Valentine»         | Lemesle, Dassin, Arthey, Delanoë     | Как говорил Валентин      | 3:03         |
| 4. | «Laisse-moi dormir»              | Harvey, Lemesle, Delanoë             | Не тревожь мой сон        | 2:40         |
| 5. | «Que sont devenues mes amours ?» | Lemesle, Dassin*, Delanoë            | Что стало с моей любовью? | 3:30         |

## Сертификация и оценки
Поэт Клод Лемель высоко оценивал личный вклад Джо Дассена в создание песен. При этом «A toi» была единственной песней из этого альбома, в тексте которой он не изменил ни слова по сравнению с первоначальным вариантом. Один из поклонников творчества Джо Дассена, писатель-фантаст Д. Скирюк, написал, что альбом окончательно вернул певцу «трон и корону».
В конце 1977 года на большом гала-концерте в Вавре Джо Дассену был вручён приз «Золотой диск» за этот и предшествующий ему альбом. 19 апреля 1995 года альбом был сертифицирован французским Национальным Синдикатом Звукозаписи как дважды золотой.
В СССР по итогам 1980 года диск занял третье место в хит-параде «Звуковая дорожка» газеты «Московский комсомолец». В 2014 году радиостанция «Серебряный дождь» включила альбом («прощальный подарок Джо Дассена советскому слушателю») в свой список 50 культовых пластинок фирмы «Мелодия».